# Râul Pângărăcior
Râul Pângărăcior este un curs de apă, afluent al râului Bistrița. 

## Hărți
- Ovidiu Gabor - Economic Mechanism in Water Management ][nefuncțională]